# تیم ملی فوتبال زیر ۲۰ سال آرژانتین
تیم ملی فوتبال زیر ۲۰ سال آرژانتین (انگلیسی: Argentina national under-20 football team) یا تیم ملی فوتبال جوانان آرژانتین، نماینده کشور آرژانتین در مسابقات فوتبال جوانان آمریکای جنوبی و جهان است که زیر نظر اتحادیه فوتبال آرژانتین فعالیت می‌کند.
از افتخارات این تیم می‌توان به کسب ۶ قهرمانی در جام جهانی فوتبال زیر ۲۰ سال اشاره کرد.

## افتخارات
جام جهانی زیر ۲۰ سال:
- قهرمانی (۶): ۱۹۷۹, ۱۹۹۵, ۱۹۹۷, ۲۰۰۱, ۲۰۰۵, ۲۰۰۷
- نایب قهرمانی (۱): ۱۹۸۳
- مقام چهارم (۱): ۲۰۰۳

مسابقات قهرمانی جوانان آمریکای جنوبی:
- قهرمانی (۵): ۱۹۶۷, ۱۹۹۷, ۱۹۹۹, ۲۰۰۳, ۲۰۱۵
- نایب قهرمانی (۷): ۱۹۵۸, ۱۹۷۹, ۱۹۹۱, ۱۹۹۵, ۲۰۰۱, ۲۰۰۷, ۲۰۱۹
- مقام سوم (۸): ۱۹۷۱, ۱۹۷۵, ۱۹۸۱, ۱۹۸۳, ۱۹۸۷, ۱۹۸۸, ۲۰۰۵, ۲۰۱۱
- مقام چهارم (۲): ۱۹۷۴, ۲۰۱۷

## جوایز فردی
علاوه بر پیروزی‌های تیمی، بازیکنان آرژانتین در مسابقات جام جهانی جوانان فیفا جوایز انفرادی زیادی کسب کرده‌اند.
| سال  | توپ طلا       | کفش طلا       |
| ---- | ------------- | ------------- |
| ۱۹۷۹ | دیگو مارادونا | رامون دیاز    |
| ۲۰۰۱ | خاویر ساویولا | خوایر ساویولا |
| ۲۰۰۵ | لیونل مسی     | لیونل مسی     |
| ۲۰۰۷ | سرخیو آگوئرو  | سرخیو آگوئرو  |

## بهترین گلزنان
| رتبه | بازیکن           | سال(ها) | تعداد گل‌ها |
| ---- | ---------------- | ------- | ---------- |
| ۱    | لیونل مسی        | ۲۰۰۵    | ۱۴         |
| ۲    | فرناندو کاوناغی  | ۲۰۰۳    | ۱۲         |
| ۳    | خاویر ساویولا    | ۲۰۰۱    | ۱۱         |
| ۴    | لوسیانی گالتی    | ۱۹۹۹    | ۱۰         |
| ۴    | جیووانی سیمئونه  | ۲۰۱۵    | ۱۰         |
| ۵    | رامون دیاز       | ۱۹۷۹    | ۸          |
| ۵    | برناردو رومئو    | ۱۹۹۷    | ۸          |
| ۶    | دیگو مارادونا    | ۱۹۷۹    | ۷          |
| ۶    | خوان اسنایدر     | ۱۹۹۱    | ۷          |
| ۶    | خوان ریکلمه      | ۱۹۹۷    | ۷          |
| ۶    | پابلو آیمار      | ۱۹۹۷–۹۹ | ۷          |
| ۶    | مارسلو تورس      | ۲۰۱۷    | ۷          |
| ۶    | لائوتارو مارتینز | ۲۰۱۷    | ۷          |
| ۷    | لئوناردو بیاگینی | ۱۹۹۵    | ۶          |
| ۷    | سرخیو آگوئرو     | ۲۰۰۷    | ۶          |
| ۷    | آنخل کوره آ      | ۲۰۱۶    | ۶          |